# Pâlnie de separare

Două pâlnii de separare:
A - conică
B - cilindrică.

Pâlnia de separare este un instrument de laborator utilizat în extracțiile lichid-lichid, mai exact pentru separarea componentelor unui amestec în două faze reprezentate de solvenți imiscibili, cu densități diferite. De obicei, una dintre faze este apoasă, iar cealaltă este lipofilă, reprezentată de un solvent organic (precum eter, cloroform, acetat de etil). Toți solvenții formează o zonă clară de separare dintre cele două lichide. Cu cât este mai dens lichidul, de obicei fiind vorba de faza apoasă în cazul în care nu avem solvenți organici halogenați, cu atât coboară mai ușor în partea inferioară și poate fi colectat pe aici. Lichidul mai puțin dens rămâne necolectat, în partea superioară a pâlniei de separare.